# Fredersdorf-Vogelsdorf
Fredersdorf-Vogelsdorf é um município da Alemanha, situado no distrito de Märkisch-Oderland, no estado de Brandemburgo. Tem 16,36 km² de área, e sua população em 2019 foi estimada em 14.109 habitantes.